# Boris Doline
Boris Doline (en russe : Бори́с Ге́нрихович До́лин) (1903-1976), est un réalisateur et scénariste soviétique, l'un des pionniers du cinéma documentaire du pays.

## Biographie
Boris Doline est né le 2 août 1903 à Sumy dans l'Empire russe (actuellement en Ukraine). Assistant de Alexandre Zgouridi , il est considéré comme un des meilleurs spécialistes des films zoologiques en URSS.
Il réalise plusieurs films animaliers, dont en particulier L'Histoire d'un anneau, sur les migrations des oiseaux.
Il meurt le 21 novembre 1976 à Moscou.

## Filmographie
- 1944 : La Loi du grand amour
- 1944 : Un petit renard[2]
- 1948 : L'Histoire d'un anneau
- 1956 : Voleur gris (en russe : Серый разбойник)
- 1959 : Cœurs fidèles (en russe : Верные сердца)
- 1963 : L'Oiseau aveugle (en russe : Слепая птица)
- 1964 : Slepaya ptitsa
- 1966 : Le Vilain Petit Canard[3]
- 1969 : Le Roi des montagnes et autres (en russe : Король гор и другие) [4]

## Récompenses
- ordre du Drapeau rouge du Travail :
- prix Staline : 
  - 1946, pour le film La Loi d'un grand amour (1945)
  - 1950, pour le film L'Histoire d'un anneau (9148)